# Cuore matto... matto da legare
Pour plus de détails, voir Fiche technique et Distribution.
Cuore matto... matto da legare  est un film italien réalisé par Mario Amendola et sorti en 1967.
Le titre (qui peut se traduire par « Cœur fou... fou à lier ») vient de la chanson de Little Tony intitulée Cuore matto.

## Synopsis
Tony, jeune chanteur revenu à Rome après les États-Unis, rencontre à l'aéroport Carla, belle étudiante en architecture dont il tombe amoureux.
Le garçon, qui veut continuer son activité musicale, forme un groupe avec deux amis, Marco et Sandro, et réussit même à jouer en public et à se faire remarquer par un fonctionnaire de la RAI. Mais ses parents s'opposent à ces choix et préféreraient le voir travailler dans leur magasin de boucherie. Ils essaient de combiner un mariage avec une fille amie de la famille, Cesira, pour lui mettre la tête à l'endroit.
Pendant que Tony se promène avec Cesira en essayant de s'en débarrasser, il est vu par Carla qui, jalouse, décide de ne plus le voir. L'intervention des deux amis Marco et Sandro, qui lui suggèrent de s'inventer un frère jumeau, Pompeo, qui aurait été celui qui se promenait avec Cesira, ne règle rien mais au contraire complique tout.
À la fin, après quelques péripéties, l'intrigue se conclut par une fin heureuse pour les deux jeunes.

## Fiche technique
- Réalisation : Mario Amendola
- Scénario : Mario Amendola, Bruno Corbucci
- Producteur : Italo Zingarelli
- Photographie : Alessandro D'Eva
- Musique : Willy Brezza (it)
- Montage : Sergio Montanari
- Genre : Musicarello
- Durée : 96 minutes
- Date de sortie: 
  - Italie : 1967

## Distribution

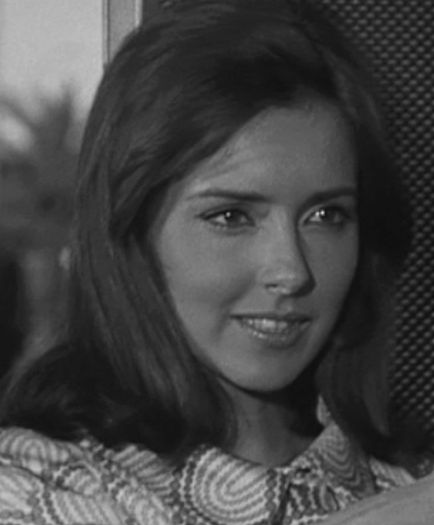
Eleonora Brown dans Cuore matto... matto da legare

- Little Tony : Tony
- Fidel Gonzáles : Pancho
- Renato Montalbano
- Ferruccio Amendola : Sandro
- Rossella Bergamonti : Camilla
- Eleonora Brown : Carla
- Anna Campori : Teresa
- Alberto Sorrentino
- Lucio Flauto : Marco
- Paola Natale
- Ignazio Leone : Lo Pece
- Alfredo Marchetti : Aristotile
- Elsa Vazzoler : Cesira